# Betmaster
Betmaster es una plataforma de juegos de apuestas y casino en línea, fundada en 2014 con sede en Malta. Entre sus servicios se incluye apuestas deportivas, juegos de casino, póker y juegos de mesa como blackjack, ruleta y baccarat. 
La plataforma está disponible en más de 25 idiomas.
Opera bajo varias licencias de juego en diferentes jurisdicciones, entre ellas se incluyen: Reino Unido (UKGC), México (DGAJS), Malta (MGA), Estonia, Irlanda,  Curazao, Tobique (Canadá) e Isla de Man.
En 2024, la plataforma organizó un evento en colaboración con la cadena mexicana TV Azteca.
En 2025, Betmaster incorporó a los artistas profesionales mexicanos de artes marciales mixtas Brandon Moreno y Alexa Grasso como embajaradores oficiales.